# Entrenadors de futbol femení del Futbol Club Barcelona
Al llarg de la seva història professional, el FC Barcelona ha tingut 5 entrenadors, i tots han estat de nacionalitat espanyola. La primera i única entrenadora del club va ser Natalia Astrain, qui va dirigir quatre temporades del 2002 al 2006.
L'entrenador més longeu és Xavi Llorens, que va dirigir l'equip durant 11 temporades des del 2006 al 2017. Durant la seva gestió va aconseguir trencar la sequera de 16 anys sense títols en conquistar la Copa de la Reina del 2011 davant l'Espanyol, i va sumar 9 títols.
Un altre entrenador destacat és Lluís Cortés, qui en la seva primera temporada es va convertir en el primer a disputar amb el FC Barcelona una final de la Lliga de Campions Femenina, mateixa que va perdre davant l'Olympique Lyonnais. A la 2019-20 va conquistar la Lliga, la Copa i la primera edició de la Supercopa d'Espanya femenina. A la temporada 2020-21, va guanyar lliga establint rècord de punts, la Copa, i amb la victòria a la final davant el Chelsea FC el 21 de maig de 2022 va conquistar la primera Lliga de Campions de la història del club, obtenint així el «triplet» i convertint-se en el tercer tècnic espanyol a aconseguir-ho després de Pep Guardiola i Luis Enrique, i el ―primer al futbol femení―. Després de finalitzar la temporada va dimitir del càrrec havent guanyat 6 títols en 3 temporades i posteriorment li va ser atorgat el Premi a l'Entrenador de l'Any per la UEFA.
Des del 2021, Jonatan Giráldez va assumir el càrrec i és el vigent entrenador barcelonista. En la primera temporada, va guanyar la lliga amb ple de victòries (30 en 30 jornades), la Copa i la Supercopa, i a més, va aconseguir el subcampionat a la Lliga de Campions. A la campanya 2022-23, va alçar la Lliga, la Supercopa i la segona Lliga de Campions del club. Giráldez a la seva gestió ha conquerit 10 títols en 4 temporades, sent l'entrenador amb més títols aconseguits.
Quan nombre de partits dirigits Xavi Llorens encapçala la llista amb 396 partits. Així mateix, compta amb el nombre més gran de victòries obtingudes, amb 268, mentre que Jonathan Giráldez posseeix el percentatge més gran de victòries (92.81%).
Xavi Llorens és el tècnic més reeixit en títols de Primera Divisió i Copa de la Reina amb quatre trofeus.
Lluís Cortés i Jonatan Giráldez són els únics entrenadors blaugranes campions de la Lliga de Campions de la UEFA.
Giráldez també és l'entrenador amb més títols de Supercopa d´Espanya amb tres.

## Entrenadors
A 22 de juny de 2024
| Temporades | Entrenador(a)    | P   | V   | E  | D  | GF  | GC  | %PG    | UWCL | Lig | Tit |
| ---------- | ---------------- | --- | --- | -- | -- | --- | --- | ------ | ---- | --- | --- |
| 2002-2006  | Natalia Astrain  | 104 | 61  | 15 | 28 | 320 | 150 | 58.65% | -    | -   | -   |
| 2006-2017  | Xavi Llorens     | 396 | 268 | 52 | 76 | 990 | 305 | 67.68% | -    | 4   | 8   |
| 2017-2019  | Fran Sánchez     | 63  | 51  | 7  | 5  | 179 | 26  | 80.95% | -    | -   | 1   |
| 2019-2021  | Lluís Cortés     | 101 | 90  | 4  | 7  | 388 | 52  | 89.11% | 1    | 3   | 6   |
| 2021-2024  | Jonatan Giráldez | 139 | 129 | 4  | 6  | 596 | 66  | 92.81% | 2    | 3   | 10  |
| 2024-act.  | Pere Romeu       |     |     |    |    |     |     |        |      |     |     |

### Entrenadors de l'era no professional[3]
| Temporades             | Entrenador(a)            | Títols |
| ---------------------- | ------------------------ | ------ |
| 1970-1971 / 1971-1972  | Antoni Ramallets         |        |
| 1972-1973              | Lluís Corral             |        |
| 1973-1974              | David Mínguez            |        |
| 1974-1975              | Lluís Corral             |        |
| 1975-1976              | Josep Anton              |        |
| 1976- 1977 / 1977-1978 | Josep Gutiérrez          |        |
| 1978-1979              | Vicenta Pubill           |        |
| 1979-1980 / 1981-1982  | Miquel Rodríguez         |        |
| 1982-1983 / 1984-1985  | Luis Vega                |        |
| 1985-1986              | Joan Miró i Núria Llansà |        |
| 1986-1987 / 1988-1989  | Ramón Carrión            |        |
| 1989-1990 / 1997-1998  | Luis de la Pena          | 1      |
| 1998-1999 / 2001-2002  | Salvador Casals          |        |